# Бимер, Тодд
Тодд Морган Бимер (англ. Todd Morgan Beamer, 24 ноября 1968[…], Флинт, Мичиган — 11 сентября 2001[…], Шанксвилл, Пенсильвания) — американский пассажир на борту рейса 93 United Airlines, который был угнан и разбился во время терактов 11 сентября 2001 года. Он был одним из пассажиров, которые пытались вернуть контроль над самолётом у угонщиков. Во время борьбы Boeing 757 потерял управление и врезался в поле в городке Стоникрик недалеко от Шанксвилла, штат Пенсильвания, в результате чего погибли все находившиеся на борту, но была спасена намеченная цель угонщиков и не было ещё больших жертв.

## Биография
Тодд Бимер родился 24 ноября 1968 года во Флинте (штат Мичиган) в семье Дэвида Бимера, торгового представителя IBM, и Пегги Джексон Бимер, художника-монументалиста, был средним ребёнком из трёх детей и единственным сыном. Бимер и две его сестры, Мелисса и Мишель, выросли «с сильной библейской системой ценностей и трудовой этикой». Семья переехала в Покипси (штат Нью-Йорк), а затем в Уитон (Иллинойс), пригород к западу от Чикаго, где Дэвид работал в Amdahl, компании, занимающейся компьютерными технологиями.
Бимер учился в христианской гимназии Уитона, где играл в футбол, баскетбол и бейсбол. Он посещал Академию Уитона, христианскую среднюю школу, с 1983 по 1985 год, где преуспел в тех же видах спорта. На первом курсе он был избран вице-президентом класса. После того, как Дэвида повысили до вице-президента штаб-квартиры Amdahl в Калифорнии, семья переехала, и Бимер провёл свой последний год в средней школе Лос-Гатос, к юго-западу от Сан-Хосе, Калифорния.
Бимер учился в Университете Фресно, где специализировался на физиотерапии и играл в бейсбол, в надежде стать профессиональным игроком, но травмы, полученные в автомобильной аварии, положили конец этим планам. Он вернулся домой в Иллинойс и перевёлся в Уитон-колледж, христианский гуманитарный колледж. В колледже Уитон он сначала специализировался на медицине, а затем переключился на бизнес. Он продолжал играть в бейсбол и в старшем возрасте стал капитаном баскетбольной команды. Тодд окончил колледж в 1991 году.
Во время учёбы в колледже Уитон он познакомился с Лизой Брозиус, своей будущей женой, во время семинара для старших классов. Их первое свидание было 2 ноября 1991 года, 10-летие которого они не смогли отпраздновать из-за гибели Тодда.
Впоследствии Бимер работал в Wilson Sporting Goods, посещая вечерние занятия в Университете Де Поля, и получил степень магистра делового администрирования в июне 1993 года.
Бимер женился на Брозиус 14 мая 1994 года в Пикскилле (штат Нью-Йорк) и они переехали в Плейнсборо (штат Нью-Джерси), где Бимер начал работать с Oracle Corporation, продавая системные приложения и программное обеспечение баз данных в качестве представителя по маркетингу на местах. Через несколько месяцев Бимера повысили до менеджера по работе с клиентами.
Бимер и Лиза шесть лет преподавали в воскресной школе в Princeton Alliance Church и работали в молодёжном служении. Бимер также играл в церковной команде по софтболу. Он был стойким поклонником Chicago Cubs, Chicago Bulls и Chicago Bears. В 2000 году Бимеры переехали в Крэнбери (штат Нью-Джерси), со своими двумя сыновьями.

### Рейс 93

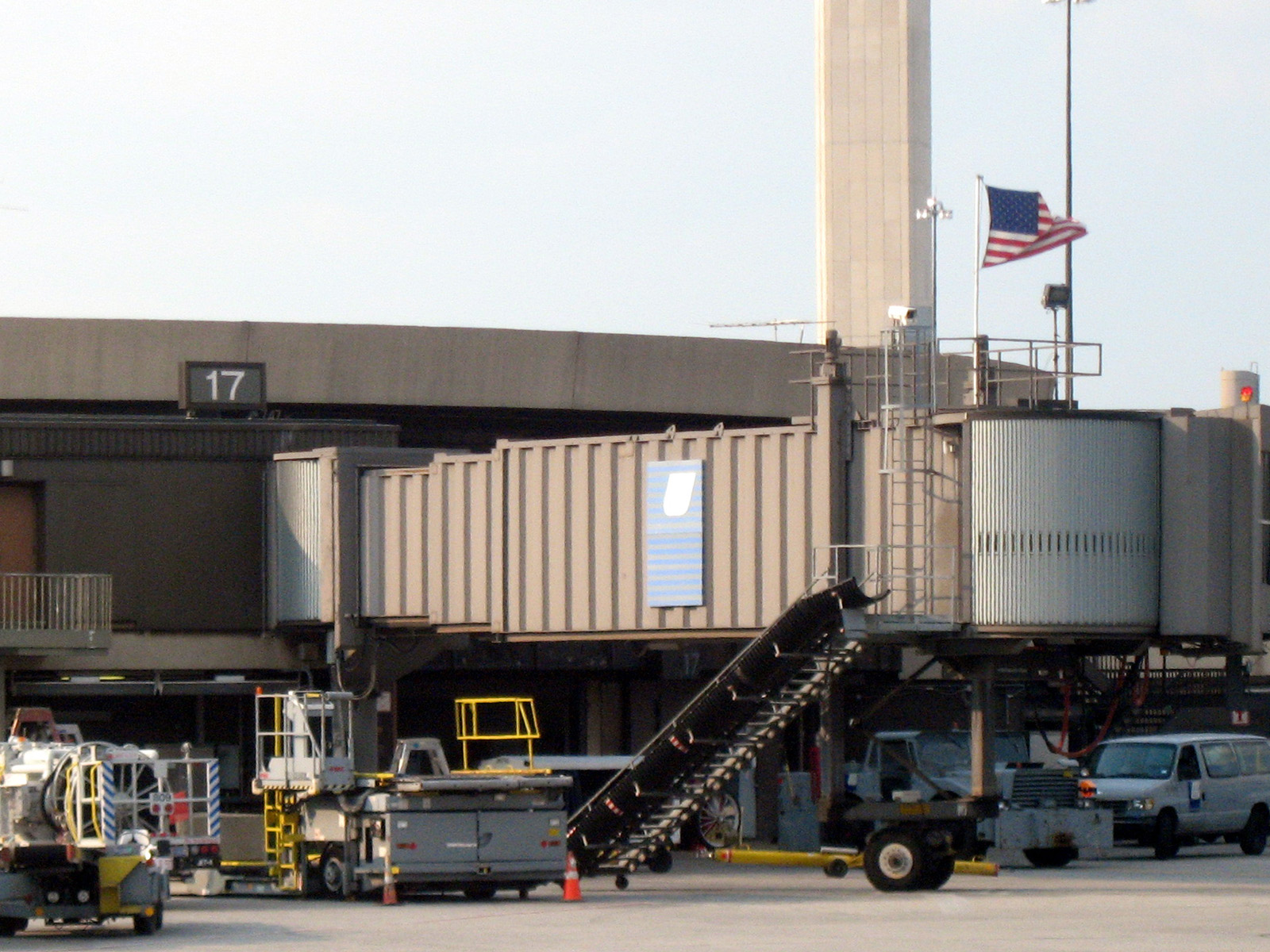
Американский флаг теперь развевается над выходом 17 терминала А в международном аэропорту Ньюарк Либерти, выход на посадку United 93.

Работа Бимера требовала от него поездок до четырёх раз в месяц, иногда на целую неделю. В 2001 году он вместе с женой заработал пятидневную поездку в Италию за лучшие показатели по продажам. Они вернулись домой в понедельник, 10 сентября, в 17:00 по восточному поясному времени. Хотя Бимер мог уехать той ночью на деловую встречу во вторник в Калифорнию, вместо этого он решил провести время со своей беременной женой, у которой в январе следующего года должен был родиться третий ребёнок. Он уехал из дома в 6:15 утра следующего дня, чтобы сесть на ранний рейс из Ньюарка в Сан-Франциско, чтобы встретиться с представителями корпорации Sony в 13:00, планируя вернуться тем же вечером ночным рейсом.
Рейс 93 United должен был вылететь в 8:00 утра, но Boeing 757 вылетел только через 42 минуты из-за задержек движения на взлётно-посадочной полосе. Четыре минуты спустя рейс 11 American Airlines врезался в Северную башню Всемирного торгового центра. 17 минут спустя, в 9:03 утра, когда рейс 175 United Airlines врезался в Южную башню, United 93 набирал крейсерскую высоту, направляясь на запад через Нью-Джерси в Пенсильванию. В 9:25 рейс 93 находился над восточным Огайо, и его пилот связался по радио с диспетчерами Кливленда, чтобы уточнить информацию о предупреждении, которое высветилось на экране его компьютера в кабине: «остерегаться вторжения в кабину». Три минуты спустя диспетчеры Кливленда услышали крики через открытый микрофон в кабине. Спустя несколько мгновений угонщики во главе с ливанцем Зиад-Самиром Джаррахом взяли на себя управление самолётом, отключили автопилот и сказали пассажирам: «Продолжайте сидеть [так]. У нас на борту бомба». Бимера и других пассажиров загнали в заднюю часть самолёта. В течение шести минут самолёт изменил курс и направился в Вашингтон, округ Колумбия.
Несколько пассажиров позвонили своим близким, которые сообщили им о двух самолётах, которые врезались во Всемирный торговый центр в Нью-Йорке, а третий — в Пентагон в округе Арлингтон, штат Вирджиния. Бимер попытался позвонить по кредитной карте через телефон, расположенный на спинке сиденья самолета, но был перенаправлен на представителя службы поддержки клиентов, который передал его супервайзеру GTE по радиосвязи Лизе Джефферсон. Когда агенты ФБР подслушивали их звонок, Бимер сообщил Джефферсон, что угонщики захватили United 93 и что один пассажир был убит. Он также заявил, что у двоих угонщиков были ножи, а у одного из них, похоже, была привязана бомба к поясу. Когда угонщики резко повернули самолёт на юг, Бимер воскликнул: «Мы падаем! Мы падаем!».

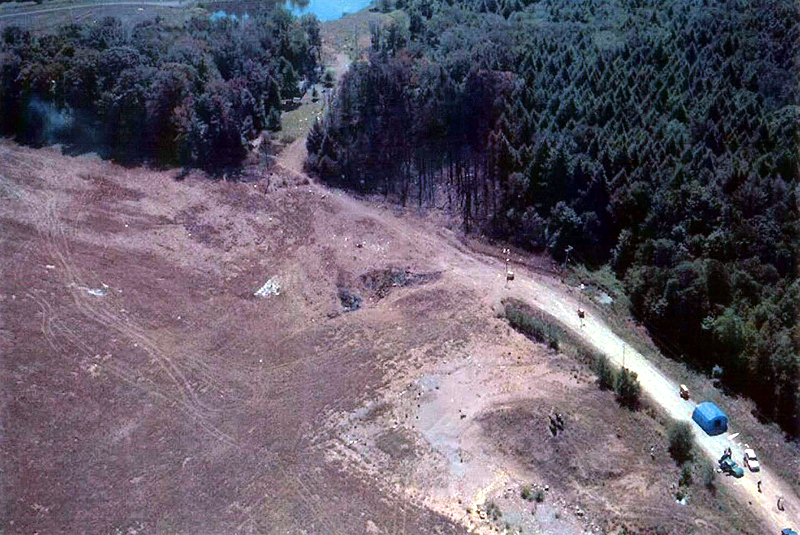
Место крушения рейса 93

После этого пассажиры и лётный экипаж решили действовать. Согласно сообщениям о разговорах по мобильному телефону, Бимер вместе с Марком Бингхэмом, Томом Бернеттом и Джереми Гликом разработали план, как отобрать самолёт у угонщиков. К ним присоединились другие пассажиры, в том числе Лу Наке, Рич Гуаданьо, Алан Бивен, Онор Элизабет Вайнио, Линда Гронлунд и Уильям Кэшман, а также бортпроводники Сандра Брэдшоу и СиСи Лайлс, которые обсуждали свои варианты и голосовали за курс действий; в конечном итоге решили штурмовать кабину и захватить самолёт. Бимер сказал Джефферсон, что группа планировала «запрыгнуть» на угонщиков и врезать самолёт в землю до того, как план угонщиков будет реализован. Бимер прочитал молитву «Отче наш» и 23-й псалом вместе с Джефферсон, побудив других присоединиться к нему. Бимер попросил Джефферсон: «Если я не выживу, пожалуйста, позвони моей семье и дай им знать, как сильно я их люблю». После этого Джефферсон услышала приглушённые голоса, и Бимер четко ответил: «Ребята, вы готовы? Окей. Поехали!». Это были последние слова, произнесённые Бимером и услышанные Лизой Джефферсон.
Согласно отчёту комиссии по терактам 11 сентября, после того, как диктофон самолёта был обнаружен, он зафиксировал удары и грохот по двери кабины, а также крики и вопли на английском языке. «Давайте их!» — кричит пассажир. Угонщик кричит: «Аллах акбар». Джаррах неоднократно бросал самолёт, чтобы сбить пассажиров с ног, но пассажиры продолжали атаковать, и в 10:02:17 пассажир-мужчина сказал: «Погромче!». Секунду спустя угонщик сказал: «Потяните вниз! Потяните вниз!». В 10:02:33 было слышно, как Джаррах умолял: «Эй! Эй! Дай мне. Дай мне. Дай мне. Дай мне. Дай мне. Дай мне. Дай. мне. Дай это мне». Самолёт врезался вверх ногами в пустое поле в Шанксвилле, штат Пенсильвания, на скорости 563 мили в час, в результате чего погибли все находившиеся на борту. Самолёт находился в 20 минутах полета от предполагаемой цели, Белого дома или здания Капитолия США в Вашингтоне, округ Колумбия. По словам вице-президента Дика Чейни, президент Джордж Буш отдал приказ сбить самолёт, если он продолжит свой путь на Вашингтон.

## Память

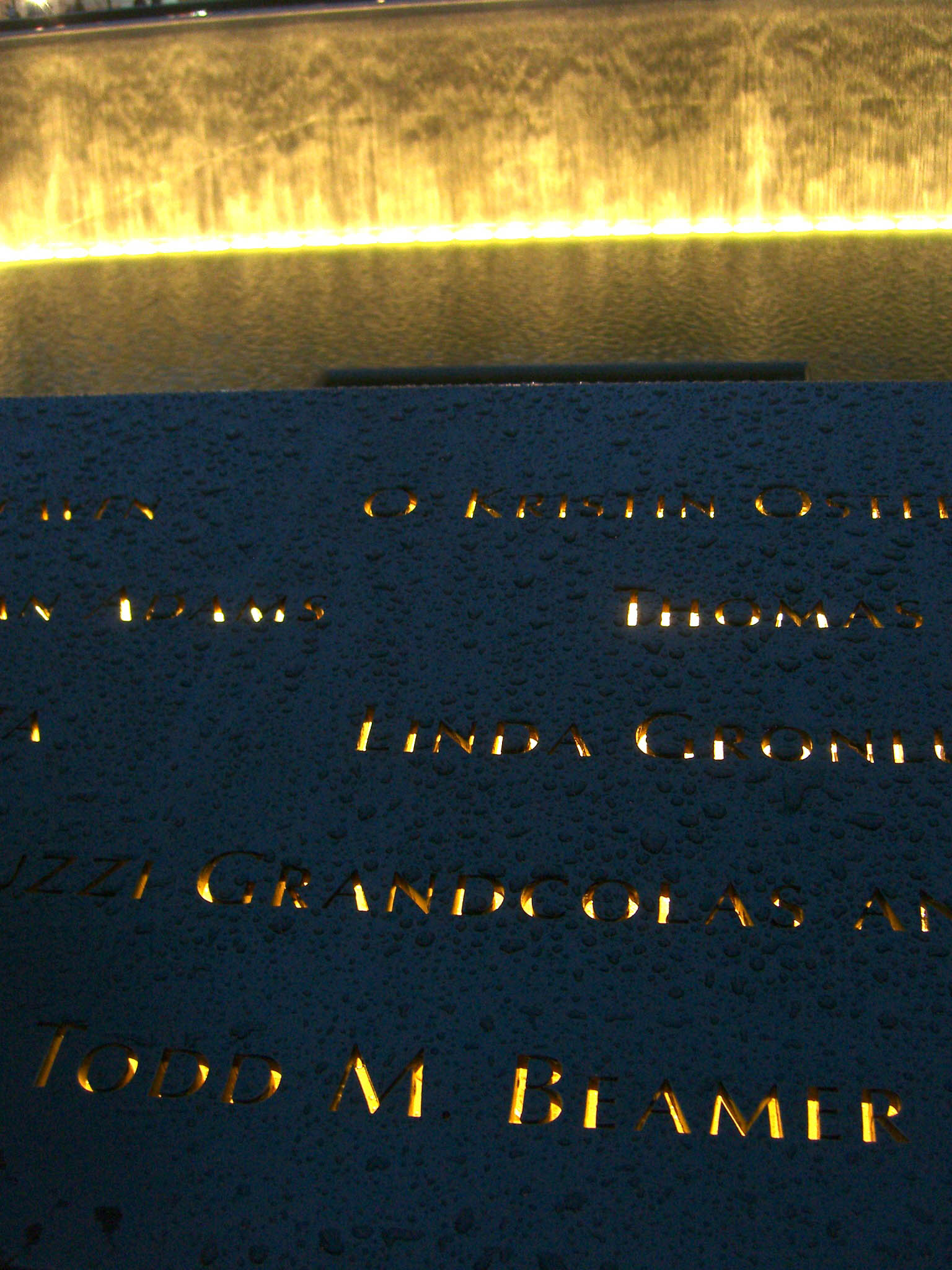
Имя Бимера на панели S-68 Южного пула Национального мемориала 11 сентября, вместе с другими пассажирами рейса 93.

У Бимера остались его жена Лиза, их сыновья Дэвид и Эндрю (известен как «Дрю»), которым на момент смерти Бимера было три и один год, и их дочь Морган. В обращении к совместному заседанию Конгресса и американского народа 20 сентября 2001 года, на котором присутствовала Лиза Бимер, президент Буш похвалил мужество пассажиров United 93, особо отметив Бимера, которого он назвал «исключительным человеком». В обращении от 8 ноября во Всемирном конгресс-центре в Атланте, штат Джорджия, Буш сослался на последние услышанные слова Бимера, сказав в своей речи: «Некоторые из наших величайших моментов были актами мужества, к которым никто не мог быть готов. Но у нас есть приказы на марш. Мои соотечественники, поехали!» Он снова использовал их в обращении к Конгрессу США в 2002 году: «Слишком долго наша культура говорила: «Если это хорошо, делай это». Теперь Америка принимает новую этику и новое кредо: «Поехали».
Дочь Бимера, Морган Кей, родилась 9 января 2002 года, через четыре месяца после смерти Тодда Бимера. Президент и первая леди Лора Буш были среди тех, кто отправил письма Морган после её рождения.
В октябре 2001 года был основан некоммерческий фонд для консультирования травмированных детей жертв и выживших после терактов 11 сентября. Лучший друг Бимера, Дуг Макмиллан, бросил работу, чтобы стать администратором Фонда.
В 2002 году вдова Бимера, Лиза, вместе с соавтором Кеном Абрахамом написала книгу Let’s Roll! Обычные люди, необыкновенное мужество.
В 2002 году пассажиры рейса 93, в том числе Бимер, были посмертно награждены премией Артура Эша за отвагу.
Почтовое отделение в Крэнбери, штат Нью-Джерси, было посвящено Бимеру 4 мая 2002 года в результате принятия Закона Конгресса, автором которого является конгрессмен Раш Д. Холт-младший. Законопроект был подписан президентом Джорджем Бушем.
В 2003 году Уитон-колледж почтил Бимера, своего выпускника, открыв Центр Тодда М. Бимера, который включает в себя Anderson Commons, тренажёрный зал Coray Alumni Gym и Студенческий центр, расположенный на нижнем уровне. В том же году в городе Федерал-Уэй, штат Вашингтон, открылась средняя школа Тодда Бимера.
В феврале 2010 года город Фресно, штат Калифорния, посвятил парк Тодду Бимеру.

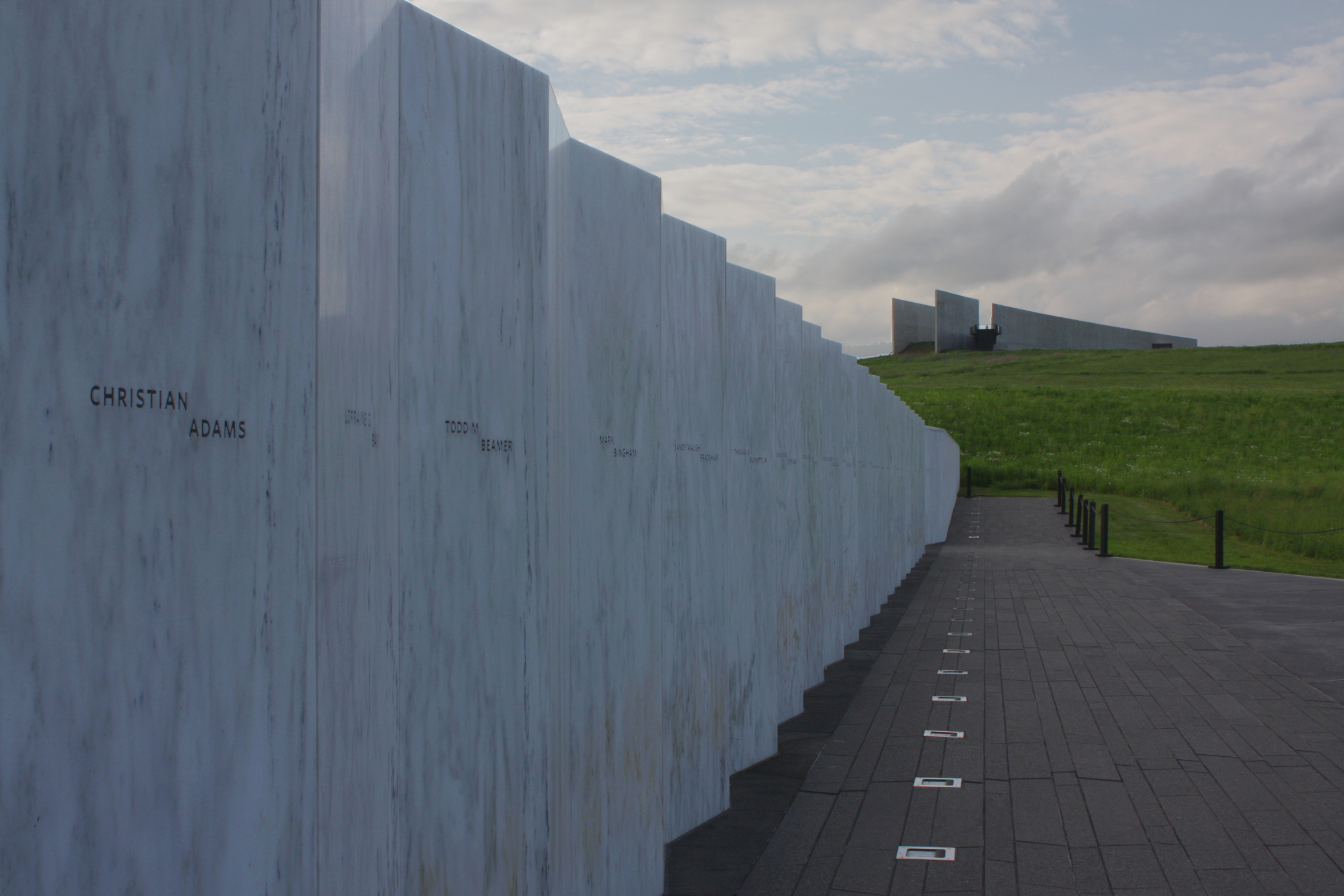
Имя Бимера на третьей панели Национального мемориала рейсу 93.

Национальный мемориал рейсу 93, расположенный на месте крушения в городке Стоникрик, включает в себя центр для посетителей из бетона и стекла и Стену имён из белого мрамора, завершённую в 2011 году, на которой имя Бимера и его 32 попутчиков и семи членов экипажа выгравированы на отдельных панелях.
В Национальном мемориале 11 сентября Бимер, другие пассажиры и экипаж рейса 93 увековечены в Южном бассейне на панели S-68. Визитная карточка Oracle с именем Бимера и его двухцветные наручные часы Rolex Oyster Perpetual Datejust, которые были обнаружены повреждёнными на месте крушения, выставлены в мемориальном музее.
10 сентября 2013 года Академия Уитона почтила Бимера, открыв мемориальную доску, посвящённую ему, на территории Академии рядом с мемориальной доской с изображением бывшего студента, убитого в Афганистане.
Чтобы почтить Бимера в 20-ю годовщину терактов 11 сентября, выпускник Университета Де Поля Николас Хан III учредил Мемориальную стипендию Тодда М. Бимера, чтобы обучать и вдохновлять студентов Де Поля на героическом примере Бимера.

## В популярной культуре
Бимер изображается Дэвидом Аланом Баше в фильме «Потерянный рейс» и Бреннаном Эллиоттом в телефильме «Рейс 93».
Бимер показан на двух картинках в томе 2 № 36 «Нового Человека-паука», в которых он заканчивает свой телефонный разговор с Лизой Джефферсон перед тем, как штурмовать кабину. Человек-паук называет пассажиров рейса 93 «Обычными мужчинами. Обычными женщинами. Отказывающимися сдаться».
Песня Нила Янга «Let’s Roll», написанная после терактов, — это дань уважения Бимеру, исполненная от его лица.